# Козлов, Сергей Александрович
Козлов, Сергей Александрович (27 сентября 1978, Николаев, Украинская ССР, СССР) — украинский футболист, нападающий.

## Игровая карьера
Воспитанник николаевского футбола. С 1996 года выступал в дубле СК «Николаев». С 1997 — в основной команде. Основным игроком команды стал лишь в сезоне 1998/99, когда Николаев выступал в высшей лиге. Дебют в «вышке» — 7 июля 1998 года в игре СК «Николаев» — «Нива» (Тернополь) 0:1. Всего в высшей лиге сыграл 23 матча.
В 2003 году выступал в команде «Водник» (Николаев), с которой завоевал бронзовые медали любительского чемпионата Украины и право играть среди профессиональных команд, сыграл во второй лиге.
В 2004 году вместе с ещё одним николаевцем Денисом Васиным играл в команде высшей лиги чемпионата Белоруссии «Неман» (Гродно).
В 2005 году вернулся на Украину. Продолжил карьеру в команде «Арсенал» (Харьков), на базе которой после окончания сезона был создан ФК «Харьков». За «Харьков» провёл 15 матчей в турнире дублёров, забил 4 гола.
С 2009 по 2011 играл в любительской команде «Тепловик» (Южноукраинск).